# Робинсон, Скотт (футболист)
Скотт Ро́бинсон (англ. Scott Robinson; 12 марта 1992, Эдинбург, Шотландия) — шотландский футболист, полузащитник клуба «Килмарнок».

## Ранние годы
Скотт родился 12 марта 1993 года в шотландском городе Эдинбург. Образование получил в школе «Боромьюир» (англ. Boroughmuir High School).

## Клубная карьера
Дебют Робинсона в первом составе «Харт оф Мидлотиан» состоялся 26 апреля 2008 года, когда его команда встречалась с клубом «Инвернесс Каледониан Тисл». На тот момент ему было всего 16 лет, 1 месяц и 14 дней, что сделало его самым юным игроком, выходившим на поле, в истории шотландской Премьер-лиги и клуба из Эдинбурга.
В тот же день Скотт был переведён из дублирующей в первую команду «сердец», и с ним был подписан профессиональный контракт. По окончании сезона 2007/08, 14 июля 2008 года, Робинсон и эдинбургский клуб подписали новое соглашение о сотрудничестве, рассчитанное до конца 2011 года.
23 января 2010 года, поразив ворота «Рейнджерс», юный футболист открыл счёт своим голам за «Хартс».

## Сборная Шотландии
С 2008 года Скотт призывается под знамёна различных молодёжных сборных Шотландии. В настоящее время является игроком национальной команды (до 19 лет), в составе которой провёл три игры, забил один гол.

## Достижения
«Харт оф Мидлотиан»
- Обладатель Кубка Шотландии: 2011/12
- Финалист Кубка шотландской лиги: 2012/13

## Клубная статистика
| Клуб                         | Сезон                        | Чемпионат | Чемпионат | Кубок | Кубок | Кубок Лиги | Кубок Лиги | Еврокубки | Еврокубки | Итого | Итого |
| Клуб                         | Сезон                        | Игры      | Голы      | Игры  | Голы  | Игры       | Голы       | Игры      | Голы      | Игры  | Голы  |
| ---------------------------- | ---------------------------- | --------- | --------- | ----- | ----- | ---------- | ---------- | --------- | --------- | ----- | ----- |
| Харт оф Мидлотиан            | 2007/08                      | 1         | 0         | —     | —     | —          | —          | —         | —         | 1     | 0     |
| Харт оф Мидлотиан            | 2009/10                      | 13        | 1         | 1     | 0     | —          | —          | —         | —         | 14    | 1     |
| Харт оф Мидлотиан            | 2010/11                      | 4         | 0         | —     | —     | 1          | 1          | —         | —         | 5     | 1     |
| Харт оф Мидлотиан            | 2011/12                      | 20        | 0         | 6     | 0     | 1          | 1          | 1         | 0         | 28    | 1     |
| Харт оф Мидлотиан            | 2012/13                      | 13        | 0         | 1     | 0     | 3          | 0          | 1         | 0         | 18    | 0     |
| Всего за «Харт оф Мидлотиан» | Всего за «Харт оф Мидлотиан» | 51        | 1         | 8     | 0     | 5          | 2          | 2         | 0         | 66    | 3     |
| Всего за карьеру             | Всего за карьеру             | 51        | 1         | 8     | 0     | 5          | 2          | 2         | 0         | 66    | 3     |

(откорректировано по состоянию на 16 февраля 2013)